# Альфред Гаусе
Альфред Гаусе (нім. Alfred Gause; нар. 14 лютого 1896, Кенігсберг — пом. 30 вересня 1967, Бонн) — німецький воєначальник часів Третього Рейху, генерал-лейтенант (1943) вермахту. Кавалер Лицарського хреста Залізного хреста (1941). Учасник Першої та Другої світових війн.

## Біографія
Військова кар'єра
- 14 березня 1914 — фанен-юнкер
- 5 жовтня 1914 — фенрих
- 3 січня 1915 — лейтенант
- 18 жовтня 1918 — обер-лейтенант
- 1 листопада 1927 — ротмістр
- 1 травня 1934 — майор
- 1 жовтня 1936 — оберст-лейтенант
- 1 квітня 1939 — оберст
- 1 червня 1941 — генерал-майор
- 1 квітня 1943 — генерал-лейтенант

Альфред Гаусе народився 14 лютого 1896 року у столиці Східної Пруссії Кенігсберзі. Перед початком Першої світової війни поступив на військову службу фанен-юнкером до Прусської армії. Розпочав службу у 18-му Самландському саперному батальйоні (нім. Samländische Pionier-Bataillon Nr. 18) і брав участь у бойових діях протягом усієї війни. Відзначений Залізним хрестом обох ступенів. Після капітуляції німецької армії та розпаду кайзерівської імперії залишився у лавах рейхсверу. У міжвоєнний час проходив службу на командних, викладацьких та штабних посадах в інженерних військах, артилерії, піхоті. 15 жовтня 1935 року став начальником оперативного відділу V армійського корпусу.
З 1 листопада 1939 року начальник штабу X, потім XXXVIII армійських корпусів. За час служби придбав величезний досвід штабного офіцера, вважався професіоналом своєї справи.
1 червня 1941 року Гауса відрядили головою німецької штабної місії зв'язку при Головнокомандуванні італійської армії, що діяла на півночі Африки. Гаус мав конкретні вказівки від вищого командування не підкорятися командуванню Ервіна Роммеля, але зробив це, коли Роммель вказав йому категорично, що командування всіма військами в Африці покладено на нього. Це не було правдою, але Гаус захоплений авторитетом та харизмою Роммеля пішов на цей крок, і згодом посів посаду його начальника штабу. Для знаменитого «лиса пустелі» він виявився неоціненною знахідкою. Як відомо, Роммель керував своїми силами безпосередньо перебуваючи на передовій або в перших лініях своїх військ і часто втрачав зв'язок зі своїм підпорядкованим штабом під час операцій. Гаус прослужив два з половиною роки начальником штабу Роммеля в Африканському корпусі. Незважаючи на те, що ОКГ відрядило його, щоб слідкувати за занадто незалежним командиром, незабаром обидва генерали мали чудові робочі стосунки.
13 грудня 1941 року Гаус був нагороджений Лицарським хрестом Залізного хреста.
На початку травня 1943 року, генерал-лейтенант Альфред Гаус, перебуваючи начальником штабу групи армій «Африка» був відкликаний до Німеччини. І вже за кілька днів потім сили Осі в Африці здалися союзникам.
Протягом травня-липня 1943 року він входив до складу штабної групи вищих офіцерів, що супроводжували генерал-фельдмаршала Ервіна Роммеля в його інспекційних поїздках в Італії, по Західній Європі, зокрема під час відвідування Атлантичного валу.
19 липня 1943 року його призначили начальником штабу групи армій «B», яка офіційно створювалася в Мюнхені під командуванням Роммеля. 15 квітня 1944 року Гауса вивели до резерву фюрера, а з 15 червня, вже після висадки союзників у Нормандії, він став начальником штабу танкової армії «Захід», що з 5 серпня стала 5-ю танковою армією. 14 вересня 1944 року генерал Гаус отримав призначення на посаду начальника штабу 6-ї танкової армії СС-оберстгруппенфюрера Йозефа Дітріха й перебував на цій посаді до 21 листопада 1944 року.
Тривалий час він перебув не у справ, знаходячись у резерві, лише 5 квітня 1945 року його призначили командиром II армійського корпусу, на чолі якого він бився до кінця війни у Курляндському котлі й у травні 1945 року капітулював разом з рештою військ групи армій «Курляндія» генерал-полковника Карла Гільперта радянським військам.
Наступні 10,5 років генерал Альфред Гаус перебував у радянському полоні. Тільки 10 жовтня 1955 року разом з багатьма німецькими генералами, офіцерами та солдатами він був звільнений з табору військовополонених і відправлений до Німеччини.